# Схалсюм
Схалсюм (нід. Schalsum) — село в нідерландській провінції Фрисландія. Входить до муніципалітету Вадхуке.
Його площа становить 3,42км², а населення станом на 2021 рік складало 150 осіб.
Перша згадка про населений пункт датується 1319 роком.

## Галерея

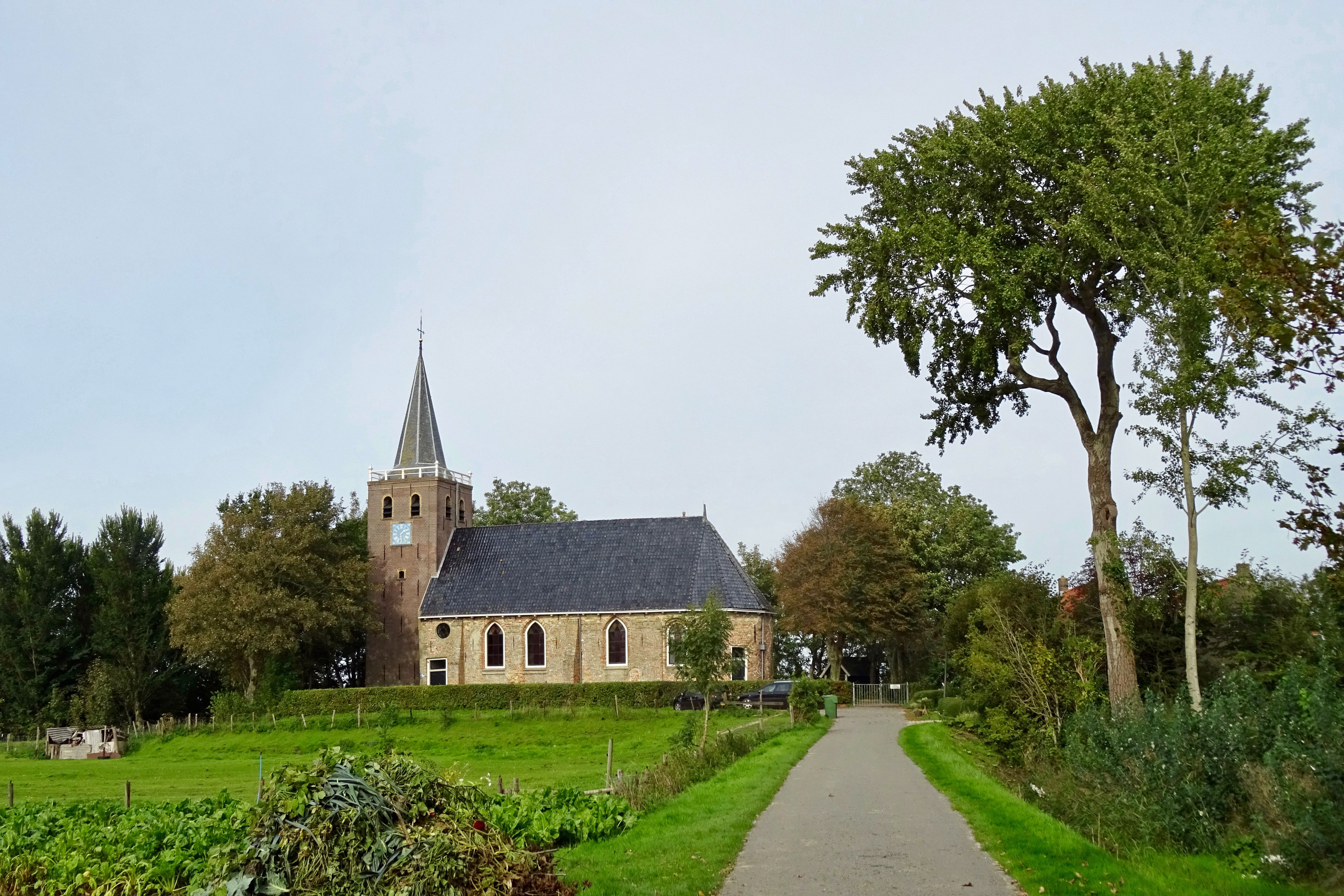
Церква св. Ніколаса
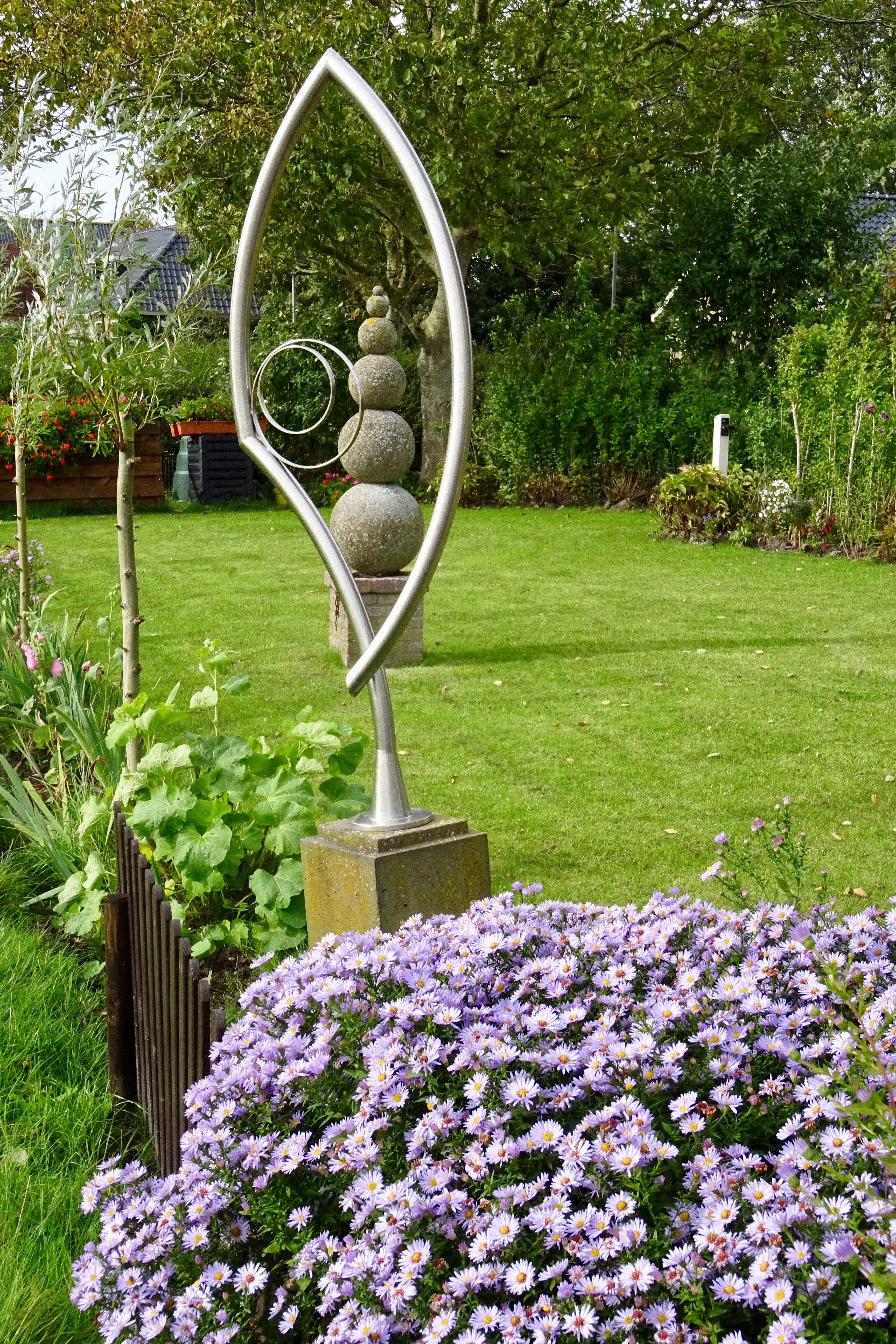
Садові скульптури